# Toussaint Natama
Toussaint Natama (ur. 31 października 1982 w Wagadugu, zm. 18 sierpnia 2024) – burkiński piłkarz grający na pozycji napastnika.

## Kariera klubowa
Karierę piłkarską Natama rozpoczął w klubie Étoile Filante ze stolicy kraju Wagadugu. W jego barwach zadebiutował w 1998 roku w pierwszej lidze burkińskiej. W latach 1999 i 2000 zdobył z nim Puchar Burkiny Faso, a w 1999 roku sięgnął także po Puchar Liderów i superpuchar kraju.
W 2000 roku Natama odszedł do saudyjskiego Ittihad FC, a w latach 2001–2004 był zawodnikiem belgijskiego KVC Westerlo.

## Kariera reprezentacyjna
W 2004 roku Natama był rezerwowym reprezentacji Burkiny Faso podczas Pucharu Narodów Afryki 2004 i nie wystąpił na nim w żadnym spotkaniu.